# Xylergates elaineae
Xylergates elaineae là một loài bọ cánh cứng trong họ Cerambycidae.